# Berra
Berra is een gemeente in de Italiaanse provincie Ferrara (regio Emilia-Romagna) en telt 5696 inwoners (31-12-2004). De oppervlakte bedraagt 68,6 km², de bevolkingsdichtheid is 83 inwoners per km².
De volgende frazioni maken deel uit van de gemeente: Cologna, Serravalle.

## Demografie
Berra telt ongeveer 2399 huishoudens. Het aantal inwoners daalde in de periode 1991-2001 met 11,8% volgens cijfers uit de tienjaarlijkse volkstellingen van ISTAT.
| Jaar | Inwoneraantal |
| ---- | ------------- |
| 1991 | 6611          |
| 2001 | 5832          |

## Geografie
De gemeente ligt op ongeveer 2 meter boven zeeniveau.
Berra grenst aan de volgende gemeenten: Copparo, Mesola, Codigoro, Ro, Jolanda di Savoia, Ariano nel Polesine (RO), Papozze (RO), Villanova Marchesana (RO), Crespino (RO).